# Ехопраксія (роман)
«Ехопраксія» (в оригіналі англ. Echopraxia) — роман Пітера Воттса 2014 року в жанрі жорсткої наукової фантастики. Є непрямим продовженням роману «Сліпобачення». Назва означає психічний симптом, який змушує хворих несвідомо реагувати на зовнішні стимули, і є посиланням на одну з наріжних тем книжки — ілюзію свободи волі.
Українською виданий у 2019 Видавництвом Жупанського. З англійської роман переклали Остап Українець та Катерина Дудка.

## Сюжет
З часу першого зіткнення з іншопланетним розумом минуло 14 років. Контакт з посланим назустріч кораблем «Тезей» втратився після невдачі першого контакту. Лише єдиний вцілілий член екіпажу Сірі Кітон прямує до Землі в рятувальній капсулі. Тим часом на Землі тривала експлуатація вампірів — відродженого вимерлого підвиду людини, наділеного надзвичайним інтелектом. Вампірка Валері знайшла спосіб обійти вроджений страх хрестів і виривається на волю.
Головний герой, біолог Деніел Брюкс, не має жодних модифікацій. Він тікає в Орегоні від «зомбі» — солдатів, позбавлених особистості та свідомості, як іншопланетяни, котрих зустрів екіпаж «Тезея». Брюкс знаходить притулок у монастирі Двокамерників — монахів-учених, які штучно посилили півкулі мозку та сформували колективний розум для спілкування з Богом. Він вважає, що поява іншопланетних зондів над Землею була не просто сигналом про існування іншого розуму, а засобом перетворення людства згідно з метою прибульців. У монастирі Деніел дізнається, що монахи слідкували за «Тезеєм» і знають деталі того, що з ним трапилося. Прибульці, як встановлено ними, перетворювали коричневий карлик в поясі Койпера на придатне для них середовище життя. Двокамерники припускають, що «Тезей» все ще функціонує та може повідомити чи становить це загрозу людству.
Монахи споряджають космічний корабель «Терновий вінець» до станції «Ікар», щоб встановити зв'язок з «Тезеєм». Вони беруть з собою Деніела, позаяк він має дзеркальні нейрони, які забезпечують емпатію, котрої позбавлені монахи. На борту також присутні полковник Джим Мур, модифікований для підсвідомої діяльності в бойових умовах, і пілот-кіборг Ракші Сенгупта. Деніел відчуває себе «паразитом» порівняно з пост-людьми, але згодом вирішує, що паразити, зрештою, використовують своїх хазяїв. При старті на корабель проникає Валері та кілька «зомбі».
У польоті Деніел обговорює з Ракші існування Бога і що закони Всесвіту, можливо, лише «операційна система» велетенського своєрідного комп'ютера, створеного Богом. На «Ікарі» експедиція виявляє істоту, схожу на кристалічний грибок, яку називає Порцією. Істота створює на собі зображення, споглядання яких змінює поведінку екіпажу. Двокамерники вбачають у ній прояв Бога. Джим, як виявляється, — батько Сірі та вирушив на станцію з метою врятувати його. Він приймав сигнали від Сірі на сторонній приймач, та проведений героями лінгвістичний аналіз цих повідомлень дає підстави вважати, що вони підроблені. Порція несподівано активізується і захоплює частину екіпажу «Тернового вінця» у пастку. Борючись із зараженням, виживають тільки Брюкс, Джим і Ракші. Їм вдається спрямувати станцію «Ікар» на Сонце, а самим відлетіти на «Терновому вінці» назад на Землю.
Герої побоюються, що Порція встигла заразити корабель, або вже і їх самих, і тепер планета в небезпеці. Вони також виявляють, що Валері вижила в скафандрі та зачепилася за обшивку корабля. Ракші і Брюкс припускають, що саме Валері маніпулювала ними з метою прибути на «Ікар» і заразити Порцією. Герої жертвують кораблем та падають в рятувальному човнику в Тихому океані.
Брюкс, Мур і Ракші досягають плавучого острова, населення якого страждає на ехопраксію — повторення рухів одне одного, ніби всі вони мислять однаково. Ракші виявляє, що загадковим чином позбулася своєї вади — нездатності розрізняти обличчя. Зрозумівши, що Брюкс винен в інциденті зі спалахом енцефаліту, намагається знешкодити його, але Мур вбиває її. Мура ж нейтралізує Валері, котра насправді ховалася в човнику.
Валері вивозить Брюкса в Орегон, де той розуміє, що Порція заразила його і перебудовує тіло й розум. Валері роздумує над тим, що пост-люди, мозок яких може бути перепрограмований, як комп'ютер, звільняться від обмежень природи й індивідуальності та поширяться Всесвітом як єдина сила. Брюкс вбиває Валері, а потім стрибає зі стрімчака, сподіваючись покінчити з істотою. Та згодом Порція оживлює тіло Брукса і продовжує свій шлях по Землі.